# Distrito judicial de Ica
El distrito judicial de Ica es una división administrativa del Poder Judicial del Perú. Tiene como sede la ciudad de Ica y su competencia se extiende al departamento homónimo y a la provincia de Huaytará del vecino departamento de Huancavelica.

## Historia
La historia de este distrito judicial está íntimamente ligado con la de la Corte Superior de Justicia de Ica, la misma que fue  creada por Resolución Legislativa N.º 8452 del 22 de junio de 1936 emitida por el Congreso Constituyente de 1931 estableciéndose su competencia sobre todo el departamento de Ica.
Posteriormente, mediante Ley N° 8506 del 12 de febrero de 1937, se amplió la jurisdicción para que incluya a las provincias de Castrovirreyna, del vecino departamento de Huancavelica, así como Lucanas y provincia de Parinacochas del también vecino departamento de Ayacucho. En ambos casos las vías de comunicación eran mucho más articuladas con Ica que con sus respectivas capitales de departamento.
Finalmente, la Corte y se instaló el 17 de marzo de 1937 bajo la presidencia de Óscar R. Benavides. Los primeros vocales de la Corte fueron los señores Fernando Guzmán Ferrer, Carlos Gómez Morón, Ricardo Benavides y Alfredo Maguiña Suero y su primer presidente Miguel de Olarte Farfán.

## Conformación
El distrito judicial consta de 84 dependencias judiciales: 9 salas superiores, 55 juzgados de primera instancia y 20 juzgados de paz letrados además de multitud de juzgados de paz no letrados en diversas localidades.

## Jurisdicción
El distrito judicial de Ica tiene jurisdicción sobre el departamento de Ica y, además, sobre la provincia de Huaytará del departamento de Huancavelica.